# Shiranuka-Linie
| Dieseltriebwagen des Typs KiHa 56 in Hokushin (1983) |                   |                         |           |
| Streckenlänge: | 33,1 km           |                         |           |
| Spurweite: | 1067 mm (Kapspur) |                         |           |
| Maximale Neigung: | 16 ‰              |                         |           |
| Minimaler Radius: | 300 m             |                         |           |
| Zweigleisigkeit: | nein              |                         |           |
| |                   |                         |           |
| \| \| 0,0 \| Shiranuka (白糠) \| 1901– \| \| \| \| ↔ Nemuro-Hauptlinie \| 1901– \| \| \| 6,0 \| Kami-Shiranuka (上白糠) \| 1964–1983 \| \| \| 9,5 \| Kyōei (共栄) \| 1974–1983 \| \| \| 11,8 \| Charo (茶路) \| 1964–1983 \| \| \| 19,3 \| Nuibetsu (縫別) \| 1964–1983 \| \| \| 25,2 \| Kami-Charo (上茶路) \| 1964–1983 \| \| \| 30,7 \| Shimo-Hokushin (下北進) \| 1972–1983 \| \| \| 33,1 \| Hokushin (北進) \| 1972–1983 \| |                   |                         |           |
| Bahnhof quer · Abzweig quer und ehemals von rechts | 0,0               | Shiranuka (白糠)        | 1901–     |
| Strecke (außer Betrieb) |                   | ↔ Nemuro-Hauptlinie     | 1901–     |
| Haltepunkt / Haltestelle (Strecke außer Betrieb) | 6,0               | Kami-Shiranuka (上白糠) | 1964–1983 |
| Haltepunkt / Haltestelle (Strecke außer Betrieb) | 9,5               | Kyōei (共栄)            | 1974–1983 |
| Haltepunkt / Haltestelle (Strecke außer Betrieb) | 11,8              | Charo (茶路)            | 1964–1983 |
| Haltepunkt / Haltestelle (Strecke außer Betrieb) | 19,3              | Nuibetsu (縫別)         | 1964–1983 |
| Haltepunkt / Haltestelle (Strecke außer Betrieb) | 25,2              | Kami-Charo (上茶路)     | 1964–1983 |
| Haltepunkt / Haltestelle (Strecke außer Betrieb) | 30,7              | Shimo-Hokushin (下北進) | 1972–1983 |
| Kopfbahnhof Streckenende (Strecke außer Betrieb) | 33,1              | Hokushin (北進)         | 1972–1983 |

Die Shiranuka-Linie (jap. 白糠線, Shiranuka-sen) war eine Eisenbahnstrecke im Osten der japanischen Insel Hokkaidō. Sie war lediglich 19 Jahre lang in Betrieb, von 1964 bis 1983.

## Beschreibung
Bei der Shiranuka-Linie handelte es sich um eine 33,1 km lange Stichstrecke in der Unterpräfektur Kushiro, die im Bahnhof Shiranuka von der Nemuro-Hauptlinie abzweigte und in nördlicher Richtung durch das Charo-Tal nach Hokushin führte. Die Strecke war kapspurig, eingleisig und nicht elektrifiziert. Insgesamt wurden acht Bahnhöfe und Bedarfshaltestellen bedient. Mit Ausnahme von Shiranuka war keiner mit Personal besetzt.

## Geschichte
Vor dem Pazifikkrieg gab es Pläne, den nördlichen Teil des Gemeindegebiets von Shiranuka mit einer von Osten nach Westen verlaufenden Strecke zu erschließen, die Mashū an der Senmō-Hauptlinie mit Ashoro an der Abashiri-Hauptlinie verbunden hätte. 1952 begannen stattdessen Planungen für eine von Süden nach Norden verlaufende Strecke im Charo-Tal, die im folgenden Jahr auch im Anhang des revidierten Eisenbahnbaugesetzes verzeichnet war. Entlang der geplanten Strecke befanden sich 64.000 Hektar an Waldressourcen und Vorkommen von etwa 320 Millionen Tonnen hochwertiger Steinkohle. Mehrere Bergbauunternehmen eröffneten Bergwerke, doch die geförderte Kohle musste mit Lastkraftwagen abtransportiert werden, was höhere Kosten verursachte und eine Erhöhung der Fördermengen erschwerte.
Die Bauarbeiten an der Bahnstrecke begannen im Juni 1958, schritten aber eher langsam voran. Am 7. Oktober 1964 eröffnete die Japanische Staatsbahn das 25,2 km lange Teilstück von Shiranuka nach Kami-Charo. Das dort gelegene Bergwerk konnte daraufhin seine Förderkapazität auf das Maximum ausdehnen. Fast die gesamte Kohle wurde nun per Bahn transportiert. Der ebenfalls vorgesehene Ersatz der Flößerei durch Güterzüge kam hingegen nicht zustande und der Holztransport erfolgte stattdessen per Lastkraftwagen. Am 8. September 1972 wurde die Strecke um 7,9 km von Kami-Charo nach Hokushin verlängert.
Ursprünglich war geplant, die in Hokushin endende Shiranuka-Linie mit der Aioi-Linie bei Kitami-Aioi zu verbinden, was unter anderem den Bau eines 5,2 km langen Tunnels erfordert hätte. Das entsprechende Projekt wurde im August 1967 genehmigt. In den späten 1960er Jahren begann jedoch die Bevölkerungszahl rasch zu schrumpfen, nachdem mehrere Kohlebergwerke im Charo-Tal schließen mussten. Das Bahnprojekt war unter diesen Voraussetzungen nicht mehr rentabel und das Verkehrsministerium gab es im Jahr 1972 endgültig auf.
Nach der Schließung des letzten Bergwerks stellte die Staatsbahn am 1. Oktober 1978 wegen mangelnder Nachfrage den Güterverkehr ein. Ein Jugendferienlager sorgte zwar in der Sommersaison für zusätzlichen Personenverkehr mit Sonderzügen, doch zeichnete sich eine Stilllegung der Strecke ab, weil sie außerhalb der Saison einen sehr tiefen Kostendeckungsgrad aufwies. Basierend auf dem 1980 beschlossenen Gesetz zur Sanierung der Staatsbahnfinanzen einigten sich Staatsbahn und Stadtbehörden darauf, die Bahnstrecke durch eine Buslinie zu ersetzen. Die Stilllegung erfolgte am 23. Oktober 1983.

## Liste der Bahnhöfe
| Name                    | km   | Anschlusslinien   | Lage   | Ort       |
| ----------------------- | ---- | ----------------- | ------ | --------- |
| Shiranuka (白糠)        | 00,0 | Nemuro-Hauptlinie | Koord. | Shiranuka |
| Kami-Shiranuka (上白糠) | 06,0 |                   | Koord. | Shiranuka |
| Kyōei (共栄)            | 09,5 |                   | Koord. | Shiranuka |
| Charo (茶路)            | 11,8 |                   | Koord. | Shiranuka |
| Nuibetsu (縫別)         | 19,3 |                   | Koord. | Shiranuka |
| Kami-Charo (上茶路)     | 25,2 |                   | Koord. | Shiranuka |
| Shimo-Hokushin (下北進) | 30,7 |                   | Koord. | Shiranuka |
| Hokushin (北進)         | 33,1 |                   | Koord. | Shiranuka |